# Dufourea similis
Dufourea similis là một loài Hymenoptera trong họ Halictidae. Loài này được Friese mô tả khoa học năm 1898.